# Seznam ameriških igralcev (Y)
- Jeff Yagher
- Cedric Yarbrough
- Cori Yarckin
- Michael Yarmush
- Amy Yasbeck
- Patti Yasutake
- Carrie Yazel
- Susan Yeagley
- Dick York
- Kathleen York
- Morgan York
- David Yost
- Tina Yothers
- Alan Young
- Burt Young
- Clara Kimball Young
- Gig Young
- Julianna Young
- Loretta Young
- Nedrick Young
- Sean Young
- Harris Yulin
- Victor Sen Yung